# Албарин
Албарин (фр. Albarine) је река у Француској. Дуга је 59 km. Улива се у Ен. 